# Fred Comer
Fred Comer (ur. 19 lutego 1893 roku w Topece, zm. 12 października 1928 roku w Lawrence) – amerykański kierowca wyścigowy.

## Kariera
W swojej karierze Comer startował głównie w Stanach Zjednoczonych w mistrzostwach AAA Championship Car oraz towarzyszącym mistrzostwom słynnym wyścigu Indianapolis 500, będącym w latach 1923-1930 jednym z wyścigów Grandes Épreuves. W drugim sezonie startów, w 1924 roku w wyścigu Indianapolis 500 uplasował się na siódmej pozycji. W mistrzostwach AAA dwukrotnie stawał na podium. Z dorobkiem 725 punktów został sklasyfikowany na piąŧej pozycji w klasyfikacji generalnej. Rok później dojechał do mety Indy 500 na jedenastym miejscu. Uzbierane 459 punktu dało mu ósme miejsce w klasyfikacji mistrzostw. W sezonie 1926 w mistrzostwach AAA był szósty, odnosząc zwycięstwo w jednym z wyścigów i trzykrotnie stając na podium. W Indianapolis 500 został sklasyfikowany na czwartym miejscu. Do czołówki Amerykanin powrócił w 1928 roku, kiedy w Indy 500 był dziewiąty i w mistrzostwach uzbierał łącznie 95 punktów. Dało mu to trzynaste miejsce w końcowej klasyfikacji kierowców.

## Śmierć
Comer zmarł w wyniku obrażeń odniesionych w wypadku na torze Rockingham Park.